# Max Gaede
Max Gaede (Berlín, 29 de novembre de 1871 - Berlín, 27 d'octubre de 1946) va ser un enginyer i entomòleg alemany de fama internacional que va descriure centenars de noves espècies de Lepidòpters, principalment Noctúids africans. Es va fer membre de l'Internationaler Entomologischer Verein el 1899.
Moltes espècies de Lepidòpters han estat nomenades en honor de Max Gaede. Algunes d'elles són:
- Zekelita gaedei Lödl, 1999[4]
- Decachorda gaedei Dufrane 1953[5]
- Astyloneura gaedei Alberti, 1957[6]
- Eutelia gaedei Hacker & Fibiger, 2006[7]
- Zamarada gaedei D. S. Fletcher, 1974[8]
- Hypocala gaedei Berio, 1955[9]
- Ozarba gaedei Berio, 1940[10]
- Athetis gaedei Berio, 1955[11]
- Callyna gaedei Hacker & Fibiger, 2006[12]

## Publicacions
Algunes de les publicacions de Max Gaede són:
- 1914. Internationale entomologische Zeitschrift 8: 127, fig.
- 1915. Internationale entomologische Zeitschrift 9: 73.
- 1915. Neue afrikanische Heteroceren des Berliner Zoologischen Museums. Deutsche Entomologische Zeitschrift Iris 29: 101–122.
- 1915. Lepidoptera von Herrn P.Range im Nama-Land. Deutsche Entomologische Zeitschrift Iris 29: 144–148.
- 1916. Stettiner Entomologische Zeitung 77: p. 125, pl.
- 1916. Die äthiopischen Thyrididen nach dem Material des Berliner zoologischen Museums. Mitteilungen aus dem Zoologischen Museum in Berlin. 28 cm. 8. bd., 3. hft.:355–384.[13]
- 1916. Neue Lepidopteren des Berliner Zoologischen Museums Vol. 3; Vol. 8 de Mitteilungen aus dem Zoologischen Museum in Berlin, Zoologisches Museum (Berlin). Editor: Friedländer, 1–17.[14]
- 1917. Alte und neue Arten der Noktuiden-Gattung Hyblaea. Deutsche Entomologische Zeitschrift Vol.: 1916–1917: 23–29.
- 1917. Deutsche Entomologische Zeitschrift Iris 30:204.
- 1922. Striglina scitaria Wilkr. und verwandte Arten (Lepid., Thyrididen). Berliner entomologische Zeitschrift. Vol. 1922 (1): 26–35.
- 1923. Entomologische Rundschau 40: 28.
- 1925. Arctiiden-Studien (Lep.). Neue und wenig bekannte Arctiiden des Zoologischen Museums Berlin. Mitteilungen aus dem Zoologischen Museum in Berlin. 11: 233–251.[15]
- 1925. Liphyra grandis und extensa. (Lep. Lycaen.). Berliner entomologische Zeitschrift. Vol. 1925 (2): 146.
- 1926. Amatiden des Berliner Zoologischen Museums. (Lep.). Berliner entomologische Zeitschrift. Vol. 1926 (2): 113–136.
- 1926. Einige Lithosiiden von Neu-Guinea (Lep.). Berliner entomologische Zeitschrift. Vol. 1926 (4): 335–338.
- 1926. Eine neue afrikanische Drepanide (Lep.). Berliner entomologische Zeitschrift. Vol. 1927 (2): 163–164.
- 1928. Thaumetopoeidae, Notodontidae. In: Seitz, A. (ed.) Die Gross-Schmetterlinge der Erde. Eine Systematische Bearbeitung der bis jetzt bekannten Gross-Schmetterlinge. Die Afrikanischen Spinner und Schwärmer. [Macrolepidoptera of the world. A systematic description of the hitherto known macrolepidoptera. The African spinners and swarmers]. 14:395–400, 401–444.
- 1929. Schmetterlinge oder Lepidoptera. II, Nachtfalter (Heterocera), Macrolepidoptera Jena: Gustav Fischer, 1929. 1–333.[16]
- 1931. Satyridae 1. Lepidopterorum catalogus. p. 43: 1–43.
- 1931. Satyridae 2. Lepidopterorum catalogus. p. 46: 1–224.
- 1931. Satyridae 3 (pars ultima). Lepidopterorum catalogus. p. 48: 1–225.
- 1933. Clytie luteonigra Warr. ssp. seifersi nov. (Lep. Noct.). Berliner entomologische Zeitschrift. Vol. 1933 (1): 127–128.
- 1934. Nototontidae. In: Lepidopterorum catalogus. 59:46.
- 1935. Noctuidae. In: Seitz, A. (ed.) Die Gross-Schmetterlinge der Erde. 15.[17]
- 1937. Eutelianae (Phlogophorinae). In Seitz, A. (ed.) Die Gross-Schmetterlinge der Erde. 11: 352–365.
- 1937. Gelechiidae. Lepidopterorum catalogus. p. 79: 1–630.
- 1938. Oecophoridae 1. Lepidopterorum catalogus. Junk. p. 88: 1–208.[18]
- 1939. Oecophoridae 2. Lepidopterorum catalogus. Junk. p. 92: 209–476.